# Apelioma restrictum
Apelioma restrictum är en stekelart som beskrevs av Graham 1961. Apelioma restrictum ingår i släktet Apelioma och familjen puppglanssteklar.
Artens utbredningsområde är:
- Nederländerna.
- Spanien.
- Sverige.

Arten är reproducerande i Sverige. Inga underarter finns listade i Catalogue of Life.